# Amar Osim
Amar Osim (sinh ngày 18 tháng 7 năm 1967) là một huấn luyện viên và cựu cầu thủ bóng đá người Bosna và Hercegovina.

## Sự nghiệp Huấn luyện viên
Amar Osim đã dẫn dắt FK Željezničar Sarajevo, JEF United Chiba và Al Kharaitiyat SC.